# Limamu
Limamu ist ein Verwaltungsbezirk (Ward) des Distrikts Namtumbo in der tansanischen Region Ruvuma.

## Geografie
Limamu liegt etwa 40 Kilometer Luftlinie südöstlich der Regionshauptstadt Songea. Der Bezirk liegt im südlichen Hochland von Tansania in rund 800 bis 1000 Meter Seehöhe mit einzelnen Gipfeln von 1200 Metern. Er grenzt im Norden an Mkongo, im Nordosten an Mkongo Gulioni, im Osten an Ligera, im Südosten an Lisimonji, im Südwesten an Ndongosi und im Westen an Matimira.
Bei der Volkszählung 2022 lebten 8012 Menschen in 1890 Haushalten auf einer Fläche von 470 Quadratkilometern.

## Gliederung
Der Bezirk besteht aus drei Gemeinden (Mtaa) mit 25 Orten (Kitongoji):
| Limamu - Mlekanao - Karibuni A - Karibuni B - Songambele - Namigwina - Bombambili - Amani - Usalama - Mwembechai - Mabatini | Mtakuja - Msikitini - Kidalini - Mwembechai - Majengo - Mipotopoto | Mwangaza - Mkondasi - Kidalini - Mwembechai - Mwaya - Amani - Muungano Kati - Muungano - Msikitini - Changarawe - Uzunguni |

## Wirtschaft und Infrastruktur
- Landwirtschaft: Eines der wichtigen Anbauprodukte ist Sesam. Von der Ernte 2022/2023 wurden in Limamu 470 Tonnen Sesam über die Genossenschaft AMCOS verkauft.[8]
- Bildung: Die Mwaliko Secondary School ist eine staatliche weiterführende Tagesschule mit einer Ausbildung bis zur 4. Stufe.[9]
- Gesundheit: In den drei Gemeinden Limamu,[10] Mtakuja[11] und Mwangaza[12] gibt es je eine staatliche Apotheke.